# Loch Eck
Loch Eck är en sjö i Storbritannien.   Den ligger i kommunen Argyll and Bute och riksdelen Skottland, i den nordvästra delen av landet, 600 km nordväst om huvudstaden London. Loch Eck ligger 24 meter över havet. Arean är 3,4 kvadratkilometer. I omgivningarna runt Loch Eck växer i huvudsak blandskog. Den sträcker sig 9,4 kilometer i nord-sydlig riktning, och 1,9 kilometer i öst-västlig riktning.